# Эпштейн, Давид Аркадьевич
Давид Аркадьевич Эпштейн (28 марта (9 апреля) 1898 — 2 февраля 1985) — советский учёный и педагог, химик-методист, профессор (1933), доктор технических наук (1942), академик Академии педагогических наук СССР (1968, академик Академии педагогических наук РСФСР с 1959 года).
Автор многих работ в области теоретических основ химической технологии, химии и технологии связанного азота. Также известен как автор работ, включая учебники и монографии, посвящённых разработке актуальных проблем народного образования, в частности: политехнического образования, теории обучения, методики преподавания химии, народного образования. 
Член редакционно-издательского совета главной редакции «Детской энциклопедии» и «Химической энциклопедии».

## Биография
Родился 28 марта (9 апреля) 1898 года в Белостоке Российской империи, в семье Арона-Лейба Ицко-Лейзеровича Эпштейна и Нехамы Шлёмовны (Надежды Соломоновны) Эпштейн (в девичестве Соловейчик, 1875—1943). Давид был вторым ребенком, всего в семье было трое сыновей: старший — Эпштейн Яков Аркадьевич (1896—1938), впоследствии народный комиссар земледелия СССР (1929—1934) академик ВАСХНИЛ; средний сын — Эпштейн Давид Аркадьевич (1898—1985); младший сын — Эпштейн Илья Аркадьевич (1905—1938). О родителях Д. А. Эпштейна и о его детстве практически ничего неизвестно. 
В 1922 году окончил химический факультет Московского высшего технического училища (МВТУ, ныне Московский государственный технический университет имени Н. Э. Баумана).
С 1951 года Давид Аркадьевич Эпштейн работал в системе АПН РСФСР (с 1967 года реформирована в АПН СССР).
Член-корреспондент АПН РСФСР с 13 сентября 1957 г., действительный член АПН РСФСР с 10 декабря 1959 г., действительный член АПН СССР с 30 января 1968 г.
В 1951—1959 годах — сотрудник Института методов обучения; с 1957 года — член Президиума академии; в 1965—1966 годах — сотрудник Научно-исследовательского института производственного обучения; с 1967 года — сотрудник научно-исследовательского института средств и методов обучения; с 1975 года был заведующим лабораторией политехнического образования при изучении основ наук.
В РГАЛИ имеются документы, относящиеся к Д. А. Эпштейну

## Научные исследования
Давид Аркадьевич Эпштейн с 30-х по начало 50-х разрабатывал теоретические основы химической технологии, особенно он известен за исследования в области химии и технологии связанного азота, связанная с фиксацией атмосферного азота.  Является автором учебных пособий для студентов технологических вузов и университетов (в соавторстве): «Химия и технология связанного азота» (1934), «Общая химическая технология» (1952).

## Педагогическая деятельность
Давид Аркадьевич Эпштейн начал педагогическую деятельность до окончания ВУЗа: в 1920 году он работал преподавателем рабочего факультета имени Покровского при первом Московском Государственном Университете. С 1925 по 1927 год работал в Главном управлении профессионального образования Народного комиссариата просвещения РСФСР (Наркомпрос РСФСР); с 1930 года Д.А. Эпштейн преподавал в Московском высшем техническом училище (МВТУ, ныне Московский государственный технический университет имени Н.Э. Баумана); с 1932 года – в Военной Академии химической защиты (ныне Военная Академия РХБ защиты).
Начиная с 50-х годов объектом исследования Д.А. Эпштейна были проблемы политехнического образования, трудового обучения, дифференциации обучения в средней общеобразовательной школе, а также совершенствования содержания и методики преподавания школьного курса химии. Является автором следующих учебников для средней школы (в соавторстве с Ю.В. Ходаковым и П.А. Глориозовым): «Неорганическая химия. Учебник для 7—8 классов», 1983; «Неорганическая химия. Учебник для 9 класса», 1984), а также книг для учителей, наглядных и методических пособий, программ трудовых практикумов по химии и др.

## Военная служба
Давид Аркадьевич Эпштейн был призван 9 августа 1932 года на воинскую службу, которую проходил в Военной академии химической защиты имени Ворошилова и получил воинское звание «инженер-полковник». Участник Великой Отечественной войны.
Награжден медалью «За победу над Германией в Великой Отечественной войне 1941–1945 гг.», орденом «Знак Почёта», медалью «За боевые заслуги», орденом Красной Звезды. Завершил службу 16 декабря 1950 года.

## Семья
Давид Аркадьевич Эпштейн женился второго февраля 1925 года на Милице Васильевне Нечкиной. Они познакомились, когда Милица Васильевна преподавала на рабочем факультете 1-го МГУ, а Давид Аркадьевич занимал должность заместителя заведующего на этом рабочем факультете. Детей у Д. А. Эпштейна и М. В. Нечкиной не было.
Супруги скончались в 1985 году (Д. А. Эпштейн — 2 февраля, М. В. Нечкина — 16 мая) в Москве. Похоронены рядом на Новодевичьем кладбище (уч. № 4).
На могильном памятнике год рождения Давида Аркадьевича Эпштейна — 1899, в справочниках написано, что родился в 1898 году.